# Millburn (New Jersey)
Millburn ist ein Township im Essex County, New Jersey, USA. Das U.S. Census Bureau ermittelte bei der Volkszählung 2020 eine Einwohnerzahl von 21.710.

## Geographie
Nach dem United States Census Bureau hat die Stadt eine Gesamtfläche von 25,6 km², wovon 24,3 km² Land und 1,3 km² (5,25 %) Wasser ist.

## Demographie
Nach der Volkszählung von 2000 gibt es 19.765 Menschen, 7.015 Haushalte und 5.604 Familien in der Stadt. Die Bevölkerungsdichte beträgt 813,6 Einwohner pro km². 88,91 % der Bevölkerung sind Weiße, 1,10 % Afroamerikaner, 0,05 % amerikanische Ureinwohner, 8,40 % Asiaten, 0,03 % pazifische Insulaner, 0,43 % anderer Herkunft und 1,08 % Mischlinge. 2,04 % sind Latinos unterschiedlicher Abstammung.
Von den 7.015 Haushalten haben 44,3 % Kinder unter 18 Jahre. 71,6 % davon sind verheiratete, zusammenlebende Paare, 6,3 % sind alleinerziehende Mütter, 20,1 % sind keine Familien, 17,4 % bestehen aus Singlehaushalten und in 7,7 % Menschen sind älter als 65. Die Durchschnittshaushaltsgröße beträgt 2,82, die Durchschnittsfamiliengröße 3,19.
30,2 % der Bevölkerung sind unter 18 Jahre alt, 3,2 % zwischen 18 und 24, 28,4 % zwischen 25 und 44, 25,1 % zwischen 45 und 64, 13,1 % älter als 65. Das Durchschnittsalter beträgt 39 Jahre. Das Verhältnis Frauen zu Männer beträgt 100:94,1, für Menschen älter als 18 Jahre beträgt das Verhältnis 100:90,2.
Das jährliche Durchschnittseinkommen der Haushalte beträgt 130.848 USD, das Durchschnittseinkommen der Familien 158.888 USD. Männer haben ein Durchschnittseinkommen von 100.000 USD, Frauen 51.603 USD. Der Prokopfeinkommen der Stadt beträgt 76.796 USD. 1,5 % der Bevölkerung und 1,2 % der Familien leben unterhalb der Armutsgrenze, davon sind 1,4 % Kinder oder Jugendliche jünger als 18 Jahre und 1,0 % der Menschen sind älter als 65.

## Söhne und Töchter von Millburn
- James C. Fletcher (1919–1991), Physiker, Universitätspräsident und Leiter der NASA
- Julie Carmen (* 1954), Schauspielerin
- Rachel Zoe (* 1971), Stylistin
- Conor Leslie (* 1991), Schauspielerin

## Nachweise
1. ↑  twp.millburn.nj.us. (abgerufen am 29. Dezember 2024).
2. ↑  Explore Census Data Total Population in Millburn township, Essex County, New Jersey. Us Census Bureau, abgerufen am 29. Dezember 2024 (englisch).